# Фальшивая Изабелла
«Фальши́вая Изабе́лла» (венг. A Hamis Izabella) — венгерский полнометражный чёрно-белый художественный фильм, поставленный на киностудии Mafilm в 1968 году режиссёром Иштваном Бачкаи Лауро. Экранизация одноимённой новеллы Агнеш Федор.

## Сюжет
Старшеклассница Ица Вадаш несколько недель не посещает школу. Учительница венгерского языка в классе Ицы, Марта Вег, отправляется на её поиски. Узнав, что, не ужившись в новой семье матери, Ица сменила адрес жительства и помогает по хозяйству в доме пожилой дамы, Вег приезжает туда и в гостиной дома обнаруживает тело хозяйки, убитой ножом для разрезания бумаг. В шоке ещё и от чувства, как будто бы по близости находится кто-то ещё, Марта убегает из гостиной и в поисках телефона для звонка в полицию попадает в цоколь того же дома, в комнату с лежачим больным стариком.
Тем временем на место преступления уже прибывает целая бригада следователей полиции, вызванная кем-то ещё. В их поле зрения сразу попадают ухажёр Ицы, Йоцо Морваи, отиравшийся возле дома, и знакомый убитой фотограф Йозеф Гаал, первым обнаруживщий тело и сам вызвавший полицию. Одна из подруг погибшей рассказывает сыщикам о привычке старой дамы целыми днями сидеть в кафе и о намеченной встрече, которая в этот день изменила её обычные планы. Встреча, как выясняется, была намечена с фотографом Гаалом, якобы с целью обсуждения обмена квартиры. Однако параллельно с допросом фотографа полиция успевает опросить его супругу, которая ни о каком обмене не слышала. Уличённый в обмане фотограф признаётся, что целью встречи была покупка дорогостоящей редкой марки, «Фальшивая Изабелла», с изображением испанской королевы. Общая сумма сделки должна была составить сто тысяч форинтов, десятую часть дама получила накануне в качестве аванса. При этом денег в доме не найдено. Допрос жениха Ицы приводит полицейских в замешательство — выясняется, что на протяжении короткого времени в дом заходили или пытались зайти три человека — Йоцо, фотограф и учительница, однако они дают разные показания о том, была ли открыта входная дверь. Через некоторое время у дома задерживают молодого человека — выясняется, что это сын старика, электрик Лайош Гарами, отпросившийся пораньше с работы — стройки высотной гостиницы в центре города.
Тем временем Марта Вег, узнав о судьбе марки и аванса раньше полиции, возобновляет поиски Ицы и начинает собственное расследование.

## Роли исполняют
- Ева Рутткаи — Марта Вег, учительница
- Кати Ковач — Илона (Ица) Вадаш, школьница
- Шандор Печи — Ловаш
- Иштван Иглоди — Гарами, электрик
- Арпад Дьенге — Йозеф Гаал, фотограф
- Ференц Каллаи — Вег, муж Марты
- Иштван Буйтор — следователь
- Йожеф Мадараш — следователь
- Габор Мади Сабо — Кардош, следователь
- Янош Колтаи — инспектор
- Имре Антал — следователь
- Балаж Тарди — Йоцо Морваи, ухажёр Ицы
- Дьёрдь Барди — Шмидтхофферн, отчим Ицы
- Эржи Мате — мать Ицы
- Лайош Келемен — сторож
- Маргит Ладомерски — подруга убитой
- Эндре Чонка — Кёзертеш
- Отто Рутткаи — эксперт
- Янош Зач — филателист
- Шандор Шука — бригадир электриков
- Лайош Тандор — таксист
- Иштван Станкаи — журналист
- Йожеф Печенке — детектив
- Иштван Сатмари — детектив
- Миклош Тот-Мате — детектив
- Тивадар Дьимеши — эпизод
- Дьёрдь Рейниц — эпизод
- Рожи Сакач — эпизод
- Бела Фалуди — эпизод
- Ица Шандор — эпизод

## Роли дублируют
- Светлана Коновалова — Марта Вег
- Алексей Консовский — Ловаш
- Инна Выходцева — Ица
- Алексей Сафонов — Гарами
- Алексей Золотницкий — Морваи
- Яков Беленький — Кардош
- Вадим Захарченко — следователь (Имре Антал)
- Константин Карельских — эксперт (Отто Рутткаи)
- Олег Мокшанцев — детектив (Йожеф Печенке)
- Рудольф Панков — следователь (Йожеф Мадараш)
- Эдуард Бредун — детектив (Иштван Сатмари)
- Николай Граббе — Шмидтхоффер, отчим Ицы
- Виктор Маркин — детектив (Миклош Тот-Мате)
- Виктор Файнлейб — бригадир электриков (Шандор Шука)